# Zangández
Zangandez es una localidad del municipio burgalés de Oña, en la Comunidad Autónoma de Castilla y León (España). 
La iglesia parroquial está dedicada a santa Engracia.

## Etimología
(I) "... In vniuersam Hispaniã M. Varro peruenisse Iberos & Persas, & Phœnicas, Celtasque, Pœnos tradit...
[... M. Varro refiere que a toda España llegaron Iberos, Persas, Fenicios, Celtas y Púnicos...]"
La traducción del inglés al persa Slinger   [hondero], ... *sangandáz. (II)
De (I) a (II), datos del ensayo Vástagos de Hércules I (pendiente de edición).

## Localidades limítrofes
Confina con las siguientes localidades:
- Al noreste con Valderrama.
- Al este con La Molina del Portillo de Busto.
- Al sureste con Cascajares de Bureba.
- Al suroeste con Marcillo.
- Al oeste con La Aldea.
- Al noroeste con Ranera.

## Demografía
Evolución de la población
| Gráfica de evolución demográfica de Zangandez entre 2000 y 2017    |
|                                                                    |
| Población de derecho (2000-2017) según el padrón municipal del INE |

## Historia
Así se describe a Zangandez en el tomo XVI del Diccionario geográfico-estadístico-histórico de España y sus posesiones de Ultramar, obra impulsada por Pascual Madoz a mediados del siglo XIX:

Villa de la provincia, diócesis, audiencia territorial y capitanía general de Burgos (11 leguas), partido judicial de Villarcayo (7), y ayuntamiento titulado del partido de la Sierra (1); se halla situada al pie N de una pequeña cuesta; la combaten todos los vientos, y las enfermedades más frecuentes son las cutáneas y los constipados. Tiene 22 casas medianamente construidas; escuela de primeras letras, a la que asisten 14 niños de ambos sexos, cuyo maestro percibe de los padres de aquellos la retribución de 19 fanegas de trigo; 3 fuentes bastante caudalosas y de muy buenas aguas junto a la población, distante 30 varas una de otra; una iglesia parroquial matriz (Santa Engracia) y un cementerio contiguo a la misma, la cual, que tiene aneja la del lugar de la Aldea del Portillo, está servida por un cura párroco y un sacristán. Su término linda N Valderrama; E la Molina; S Busto, y O dicho la Aldea. El terreno es secano y delgado, y contiene un monte llamado Hoyal, poblado de robles, cruzando el término un riachuelo que desciende de la Molina y marcha en dirección a Frías. Los caminos son de pueblo a pueblo, y la correspondencia se recibe de la estafeta de dicho Frías. Producciones: trigo, cebada, maíz, legumbres y patatas; cría ganado de todas clases, pero en corto número, y caza de perdices. Industria: la agrícola. Población: 14 vecinos, 52 almas. Capital productivo: 22.800 reales. Imponible: 802.
Diccionario geográfico-estadístico-histórico de España y sus posesiones de Ultramar